# BW 67a der BAB 73
Das Bauwerk BW 67a der BAB 73 ist eine Straßenbrücke in Oberfranken, die die Kreisstraße LIF 2 über die Bundesautobahn 73 führt und den Lichtenfelser Stadtteil Kösten mit Kloster Banz verbindet. Das Brückenbauwerk liegt in exponierter Lage über einem 19 m tiefen Hangeinschnitt der Autobahntrasse, die hier das Obere Maintal, den sogenannten Gottesgarten mit den Wahrzeichen Vierzehnheiligen und Kloster Banz, Richtung Norden verlässt und wird nachts beleuchtet. Die Autobahnachse wird bei Streckenkilometer 67,0 in einem Winkel von 75,7 gon gekreuzt. Die Straßenüberführung weist für zwei Fahrstreifen eine 7,0 m breite Fahrbahn sowie beidseitig 1,0 m breite Fußwege auf.

## Konstruktion

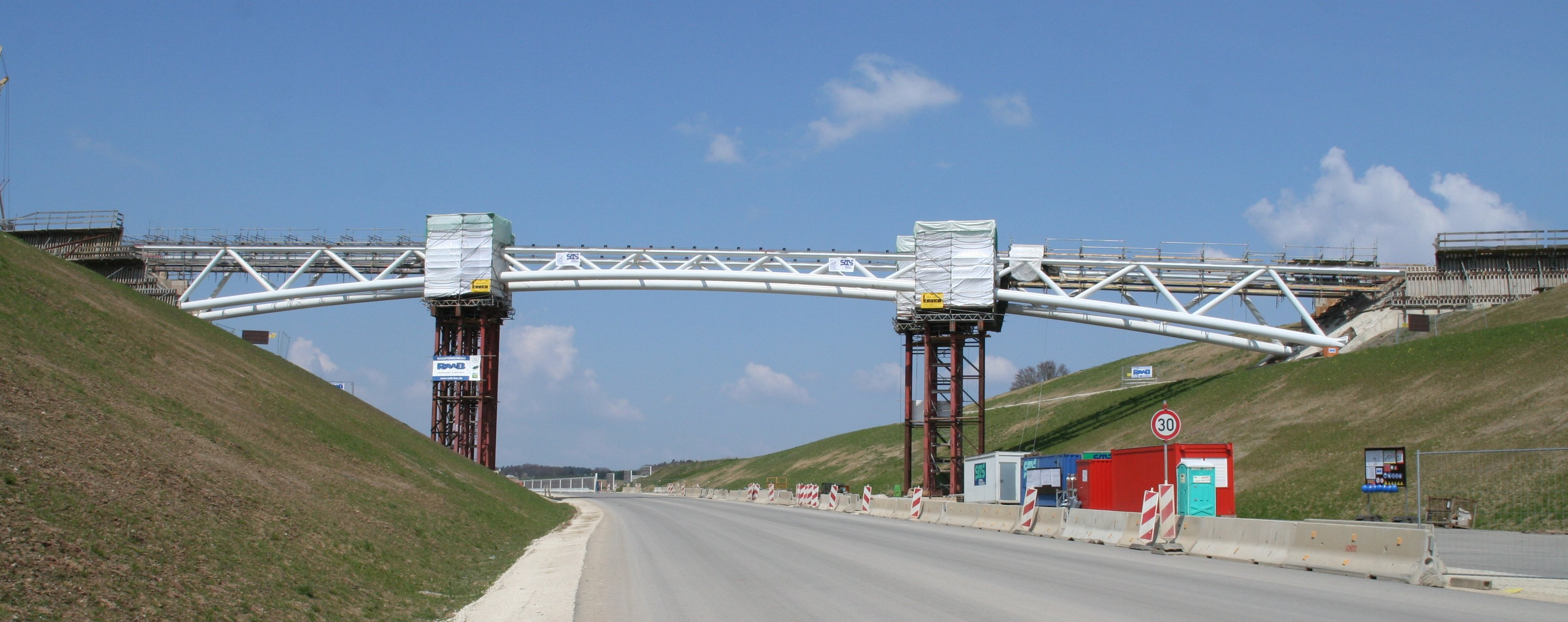
Bauzustand April 2008

Die stützenfreie Brückenkonstruktion besteht aus einem stählernen Rohrfachwerk mit einer in Verbund angeordneten Stahlbetonfahrbahnplatte. Das Fachwerk ist in die massiven Stahlbetonwiderlager eingespannt. Die Konstruktionshöhe beträgt am Widerlager 6,22 m und in Brückenmitte 2,75 m.
Der Untergurt des Fachwerkes besteht aus zwei Rohrprofilen mit jeweils 813 mm Außendurchmesser und der Obergurt weist zwei Rundhohlprofile mit jeweils 508 mm Durchmesser auf. Die Obergurte sind durch horizontale Querstreben mit 244,5 mm Durchmesser verbunden, die Diagonalen zwischen Obergurt und Untergurt variieren in ihren Abmessungen zwischen 457 mm und 324 mm. Die Blechstärken betragen bis zu 50 mm, die Gesamttonnage des Konstruktionsstahles ist rund 310 t. Die Rohrfachwerkknoten wurden erstmals im deutschen Brückenbau ohne Verwendung von Stahlgussteilen geschweißt ausgeführt.
Die Obergurte sind durch Kopfbolzendübel mit der Stahlbetonfahrbahnplatte verbunden. Die Fahrbahnplatte ist 10,35 m breit und bei einer veränderlichen Querschnittshöhe über den Obergurten maximal 55 cm dick, an den Kragarmaußenseiten 23 cm.
Die beiden rund 16 m langen massiven Widerlager sind auf jeweils sechs Bohrpfählen mit 1,2 m Durchmesser und Längen bis zu 18 m gegründet.
Die Tragwerksplaner des Bauwerks waren die SSF Ingenieure GmbH aus München. Sie wurden 2009 beim Stahl-Innovationspreis mit dem 3. Preis in der Kategorie „Bauteile und Systeme aus Stahl für das Bauen“ ausgezeichnet.

## Bauausführung

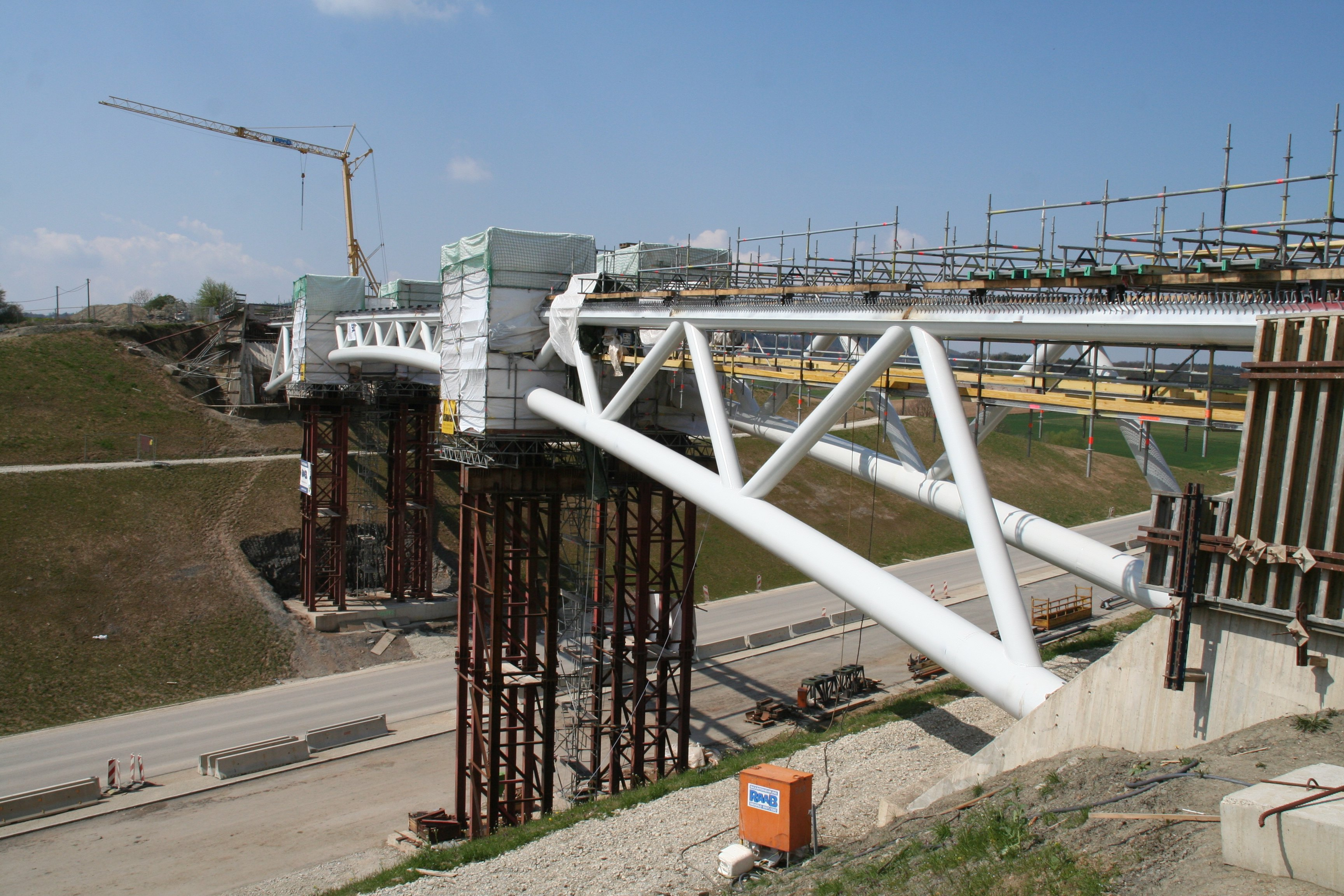
Bauzustand mit Schweißeinhausungen Ende April 2008

Die Ausschreibung des Bauprojektes erfolgte im Oktober 2005, die Durchführung des Auftrags sollte von März bis Oktober 2006 geschehen. Die Herstellung der Gründung und Widerlager begann im Herbst 2006; im Frühjahr 2007 wurden die Arbeiten vor Ort eingestellt, da zusätzliche aufwändige statische Berechnungen und Versuche bezüglich der Ermüdungsfestigkeit der geschweißten Rohrfachwerkknoten für notwendig erachtet wurden. Erst im Frühjahr 2008 konnte die Stahlkonstruktion angeliefert werden. Am 8. April 2008 wurde zuerst ein 40,5 m langes  Mittelstück der Stahlkonstruktion mit über 108 t Masse durch einen Autokran auf zwei Hilfsstützenpaare gehoben. Nach Montage der Randsegmente folgte das Verschweißen der Gesamtstruktur über den Hilfsstützen. Anschließend wurden die Ober- und Untergurtrohre im Widerlager einbetoniert. Die Stahlbetonfahrbahnplatte wurde von der Brückenmitte ausgehend mit einer zwischen den Obergurten liegenden Halbfertigteilplatte und mit Hilfe eines Schalwagens hergestellt. Im November 2008 war das Bauwerk fertiggestellt.

## Bilder der Brückenbaustelle

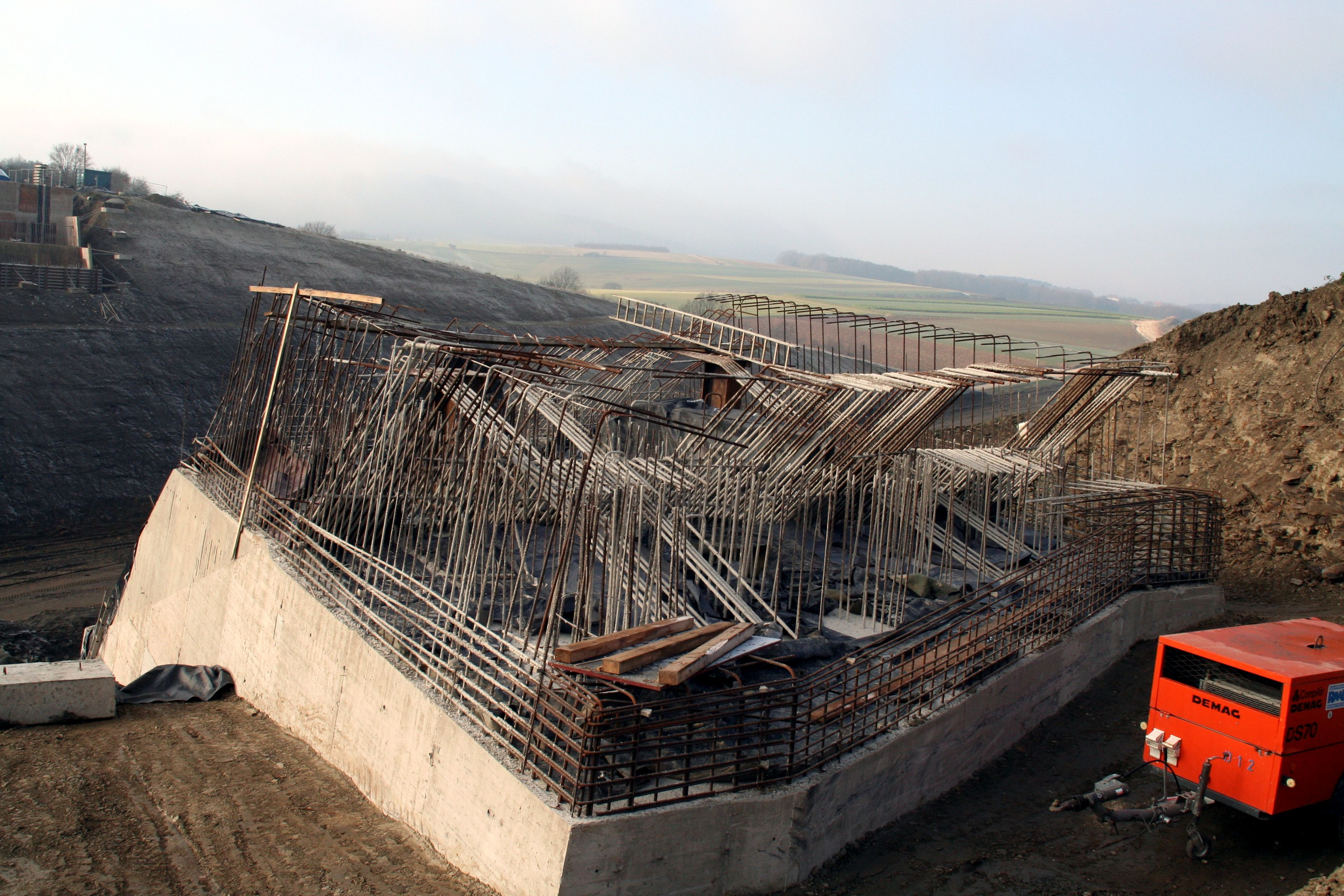
Bewehrung östliches Widerlager, Dezember 2006
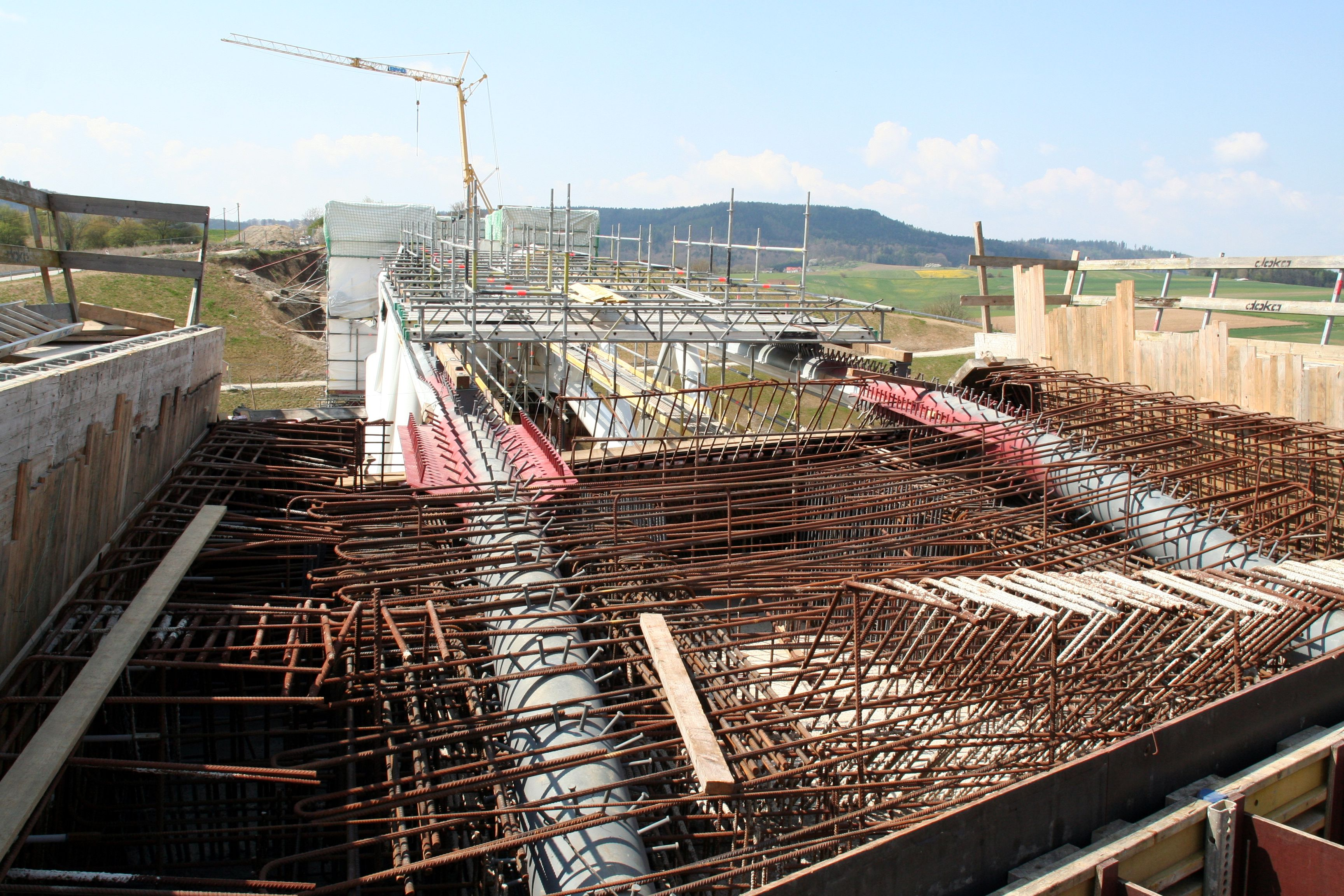
Bewehrung östliches Widerlager, April 2008
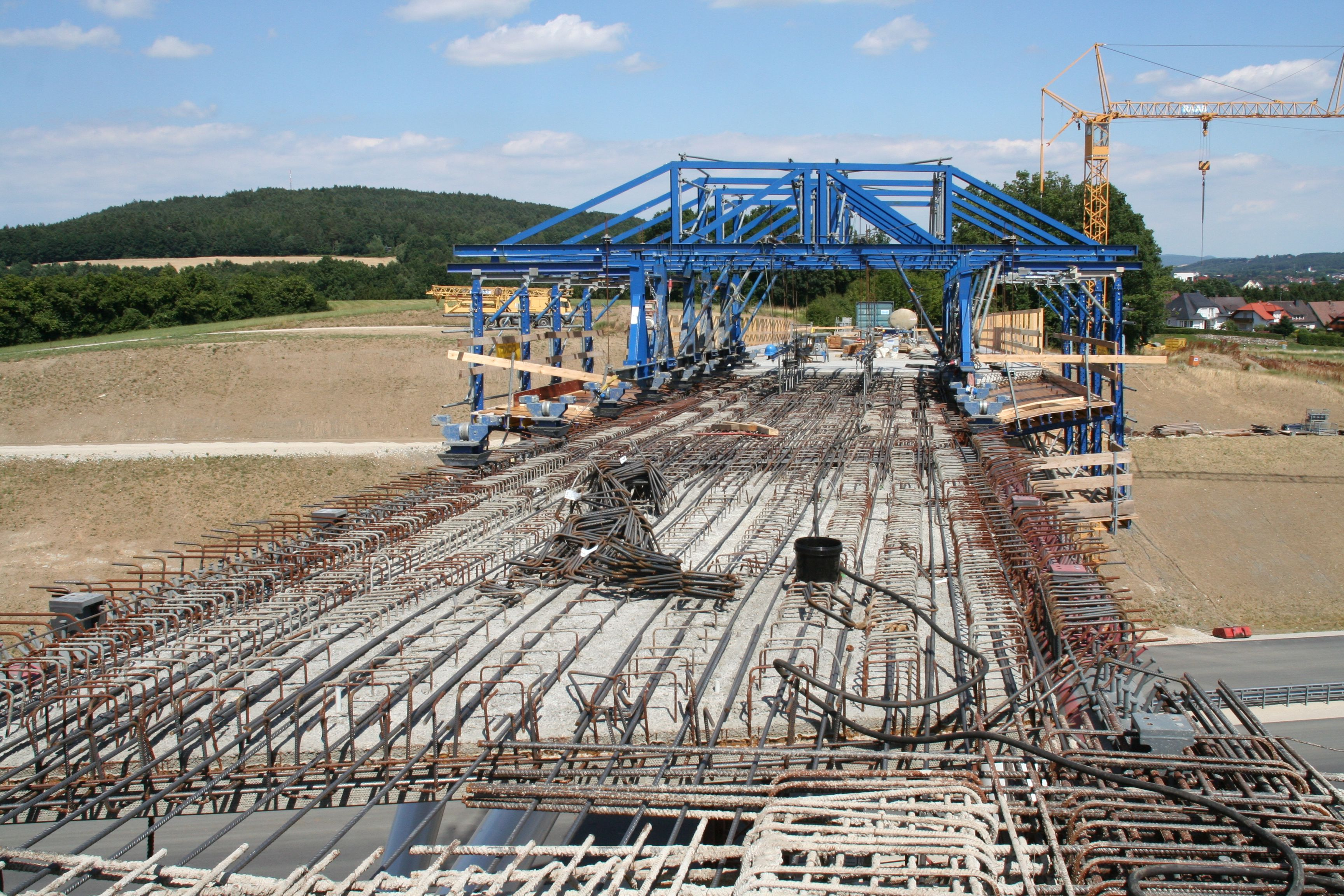
Bewehrung Fahrbahnplatte und Schalwagen, Juli 2008
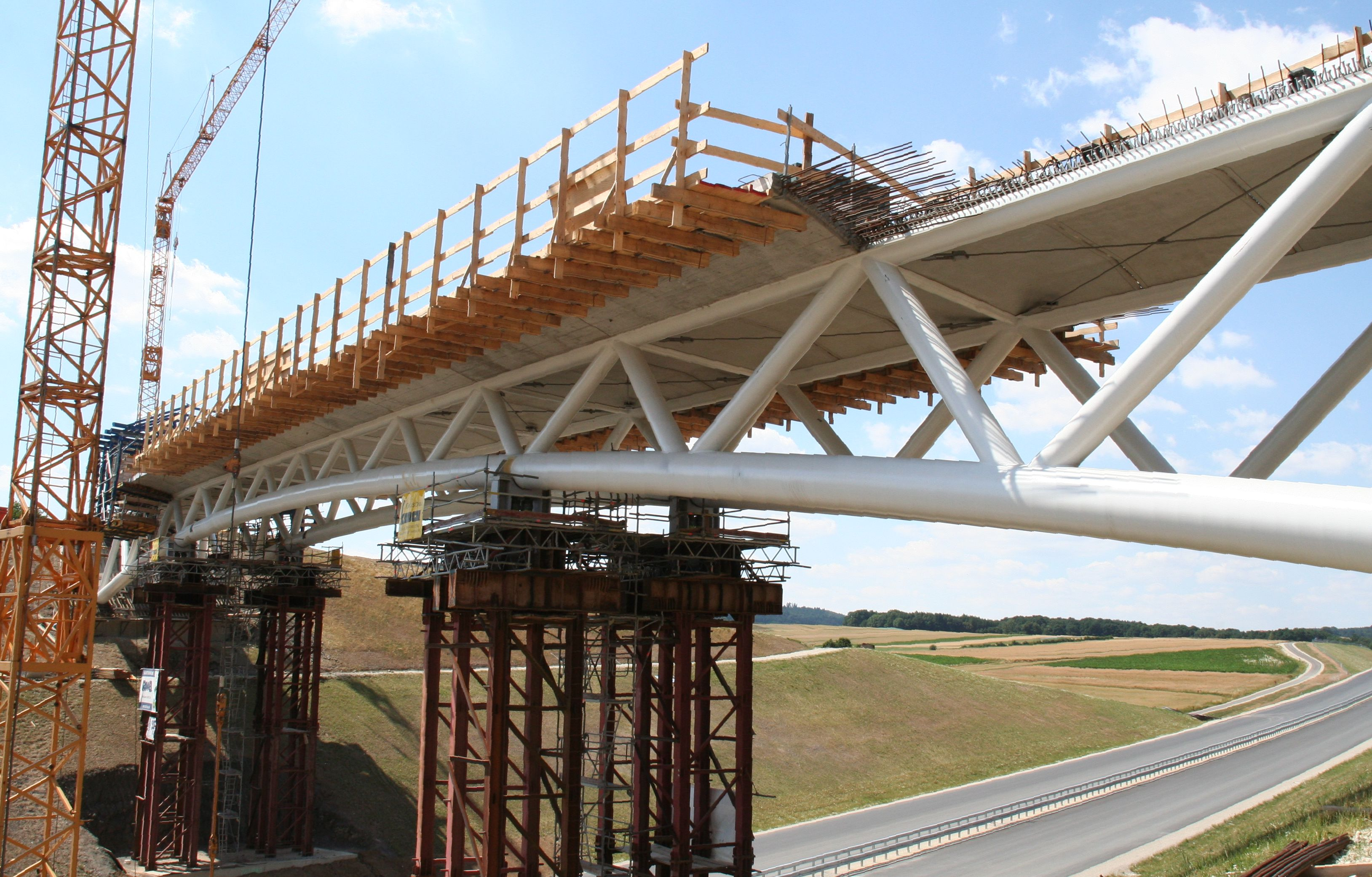
Fahrbahnplatte Untersicht, Juli 2008